# Спартаси
Спартаси — селище в Україні, у Люботинській громаді Харківського району Харківської області. Населення становить 76 осіб. Колишній орган місцевого самоврядування — Манченківська селищна рада.

## Географія
Селище Спартаси знаходиться на відстані 1 км від селища Травневе і за 2 км від селища Барчани. Поруч проходить залізниця, найближча станція Пирогове (1 км). До селища примикає лісовий масив (дуб).